# Санточно
Санточно (пол. Santoczno, нім. Zanzhausen) — село в Польщі, у гміні Клодава Ґожовського повіту Любуського воєводства.
Населення — 227 осіб (2011).
У 1975-1998 роках село належало до Гожовського воєводства.

## Демографія
Демографічна структура станом на 31 березня 2011 року:
|          | Загалом | Допрацездатний вік | Працездатний вік | Постпрацездатний вік |
| -------- | ------- | ------------------ | ---------------- | -------------------- |
| Чоловіки | 119     | 25                 | 88               | 6                    |
| Жінки    | 108     | 27                 | 61               | 20                   |
| Разом    | 227     | 52                 | 149              | 26                   |